# Христинівська сорока (газета)
«Христинівська сорока» — щотижнева міська газета м. Христинівка Черкаської області.
Газета «Христинівська сорока» є популярним регіональним тижневиком, який поширюється серед читачів м. Христинівка та Христинівського району Черкаської області. Не маючи підтримки з бюджету, газета позиціонує себе як незалежне видання, досить часто критикуючи Христинівську райдержадміністрацію, районну раду та українську владу в цілому, оскільки є нікому непідконтрольною. Внаслідок цього між представниками влади (зокрема частиною депутатського корпусу Христинівської міської ради, які бажають контролювати місцевий інформаційний простір) та редактором газети періодично виникали конфлікти.
Заснована у 2008 році, як приватна газета, в 2010 році «Христинівська сорока» була подарована засновником та власником спеціально створеному для прийняття прав засновника та випуску газети Комунальному підприємству Редакція Христинівської міської газети «Христинівська сорока».
Початком нової епохи в житті газети бтало призначення редактором Каріну Кревсун 1 березня 2018 року. Також працюють кореспондент Євгеній Фіголь та бухгалтер Павло Двореченець.
Газета виходить щочетверга на 4 сторінках.